# Iron County (Missouri)
Das Iron County ist ein County im US-amerikanischen Bundesstaat Missouri. Im Jahr 2020 hatte das County 9537 Einwohner und eine Bevölkerungsdichte von 6,7 Einwohnern pro Quadratkilometer. Der Verwaltungssitz (County Seat) ist Ironton.

## Geografie
Das County liegt im mittleren Südosten von Missouri in den St. Francois Mountains, einem Teil der Ozarks.
Es hat eine Fläche von 1430 Quadratkilometern, wovon zwei Quadratkilometer Wasserfläche sind.
An das Iron County grenzen folgende Nachbarcountys:
| Crawford County | Washington County | St. Francois County |
| Dent County     |                   | Madison County      |
| Reynolds County |                   | Wayne County        |

## Geschichte
Das Iron County wurde am 17. Februar 1857 aus Teilen des Dent County, Madison County, Reynolds County, St. Francois County, Washington County und Wayne County gebildet. Benannt wurde es, wie auch die Bezirkshauptstadt Ironton, nach den in dieser Gegend vorkommenden Eisenerzminen.
Sechs Bauwerke und Stätten des Countys sind im National Register of Historic Places eingetragen (Stand 6. Februar 2018).

## Demografische Daten
Nach der Volkszählung im Jahr 2010 lebten im Iron County 10.630 Menschen in 4287 Haushalten. Die Bevölkerungsdichte betrug 7,4 Einwohner pro Quadratkilometer. In den 4287 Haushalten lebten statistisch je 2,4 Personen.
Ethnisch betrachtet setzte sich die Bevölkerung zusammen aus 96,2 Prozent Weißen, 1,6 Prozent Afroamerikanern, 0,5 Prozent amerikanischen Ureinwohnern, 0,2 Prozent Asiaten sowie aus anderen ethnischen Gruppen; 1,5 Prozent stammten von zwei oder mehr Ethnien ab. Unabhängig von der ethnischen Zugehörigkeit waren 1,3 Prozent der Bevölkerung spanischer oder lateinamerikanischer Abstammung.
22,2 Prozent der Bevölkerung waren unter 18 Jahre alt, 59,3 Prozent waren zwischen 18 und 64 und 18,5 Prozent waren 65 Jahre oder älter. 50,8 Prozent der Bevölkerung war weiblich.

Das jährliche Durchschnittseinkommen eines Haushalts lag bei 29.803 USD. Das Pro-Kopf-Einkommen betrug 17.200 USD. 21,6 Prozent der Einwohner lebten unterhalb der Armutsgrenze.

## Ortschaften im Iron County
Citys
| - Annapolis - Arcadia - Ironton | - Pilot Knob - Viburnum |

Village
- Des Arc

Unincorporated Communities
| - Banner - Belleview - Bixby - Buick - Chloride - Enough | - Glover - Good Water - Goodland - Graniteville - Hogan - Killarney Shores | - Minimum - Redmondville - Sabula - Snow Hollow Lake - Vulcan |

## Gliederung
Das Iron County ist in sechs Townships eingeteilt:
| Township         | Einwohner (2020) | FIPS     |
| ---------------- | ---------------- | -------- |
| Arcadia Township | 5106             | 29-01666 |
| Dent Township    | 1103             | 29-19108 |
| Iron Township    | 1056             | 29-35360 |
| Kaolin Township  | 459              | 29-38018 |
| Liberty Township | 515              | 29-42158 |
| Union Township   | 1298             | 29-74698 |

Quelle: US Census 2020